# Contagiándose la energía del otro
Contagiándose la energía del otro es el primer álbum en vivo de la banda argentina El Otro Yo. Fue grabado entre el 19 y 20 de mayo en el estadio obras, excepto el tema # 22, grabado en El Borde de Temperley.

## Lista de canciones
1. «Alegría»
2. «10.000.000»
3. «Corta el pasto»
4. «Caries»
5. «Tiburón»
6. «Los pájaros»
7. «La tetona»
8. «E.O.Y.»
9. «No me importa morir»
10. «La ola»
11. «Caminando»
12. «Descripción»
13. «Amigo»
14. «La música»
15. «69»
16. «A.D. 90»
17. «Filadelfia»
18. «El zumbido»
19. «Mira»
20. «Moquiento»
21. «Peligro»
22. «Yo te amo»
23. «Fuck you»
24. «Lo de adentro»
25. «Territorial pissing»

## Músicos
- Cristian Aldana - Guitarra & voz.
- María Fernanda Aldana - Bajo & voz.
- Ezequiel Araujo - Teclados, samplers & coros.
- Ray Fajardo - Batería.